# A-ha
Gli a-ha sono un gruppo musicale synth pop norvegese, attivo dal 1982.
Sono saliti alla ribalta nel 1985 con il singolo Take on Me, di cui è particolarmente noto il video musicale animato diretto da Steve Barron. Con oltre 100 milioni di dischi venduti, dopo gli svedesi ABBA, gli a-ha sono la più grande band scandinava di tutti i tempi e tra quelle di maggiore successo al mondo.
Durante il corso degli anni sono passati da synth pop band degli anni 1980 a matura pop rock band sofisticata, capace di produrre sia ballate che brani rock, e una nutrita schiera di artisti-colleghi di rango hanno citato il gruppo come band di spessore e fonte d'ispirazione. Gli a-ha hanno detenuto fino al 2017 il guinness dei primati per il concerto con pubblico pagante più affollato della storia, con le 198 000 persone di Rio de Janeiro del gennaio 1991, e detengono tuttora quello della nota più a lungo tenuta dal vivo in una hit pop-rock, i 20:02 secondi di Morten Harket in Summer Moved On.. Nel 2012 sono stati insigniti della carica di Cavalieri con il conferimento della Croce di Sant'Olav, la più alta onorificenza della Corona norvegese.

## Storia del gruppo

### Introduzione
La storia del gruppo può essere divisa in tre parti: dal 1982 alla metà del 1994, dal 1998 al 2010 e dal 2015 con attività in corso. Durante gli anni d'inattività come band, i membri del gruppo si sono dedicati a progetti personali, musicali e non: Paul Waaktaar-Savoy ha realizzato diversi album con i Savoy, gruppo da lui fondato insieme alla moglie Lauren Savoy e a Frode Unneland; Morten Harket ha continuato nella carriera di cantante pubblicando sei album da solista, ma si è anche impegnato, nel corso degli anni, in azioni umanitarie e inerenti l'ecologia; Magne Furuholmen ha composto musiche per film e realizzato del materiale con il gruppo Timbersound, oltre a dedicarsi a pittura e scultura, inoltre nel 2004 ha pubblicato (col nome Magne F) un album solista dal titolo Past Perfect Future Tense.

### Gli esordi

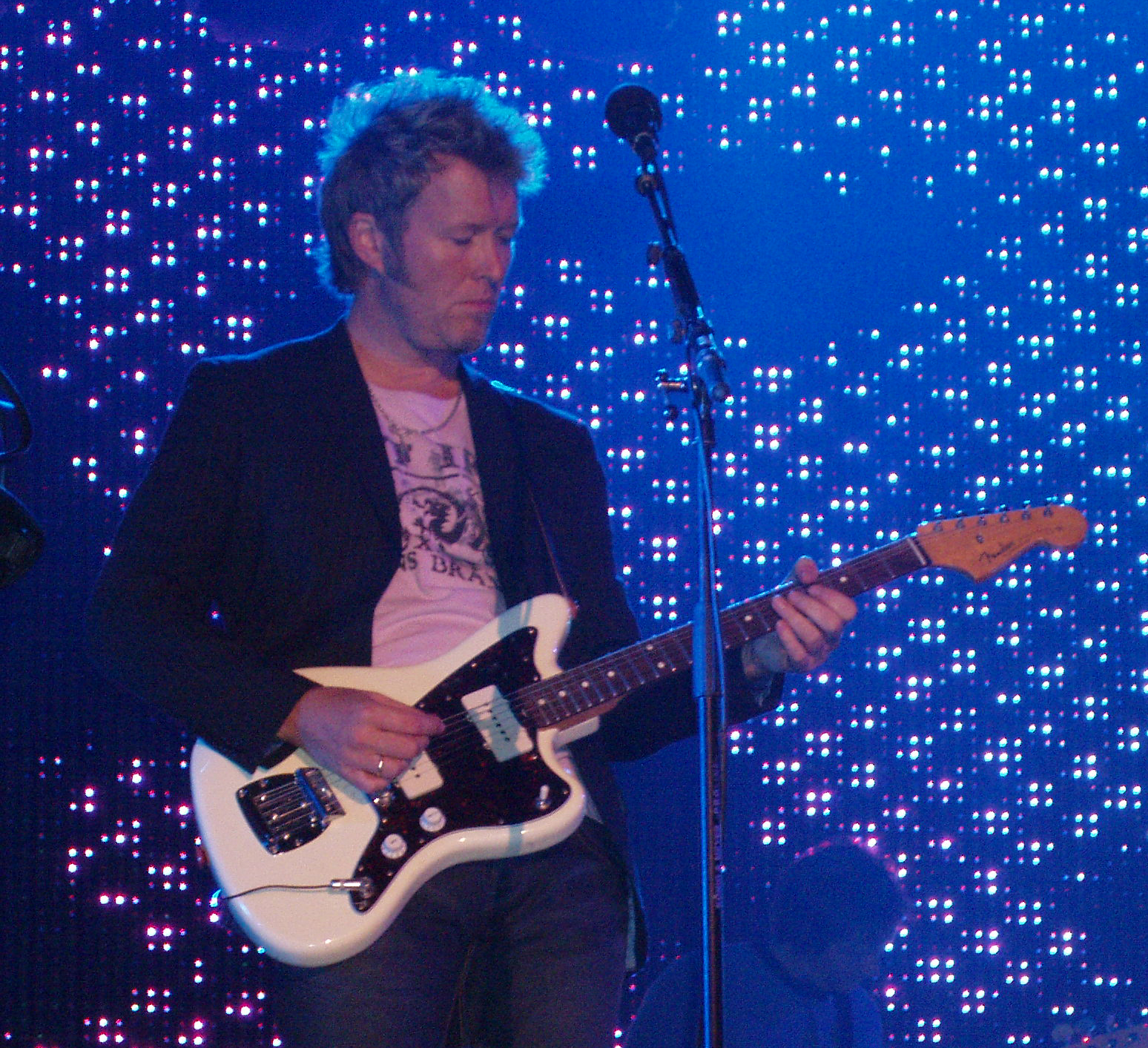
Magne Furuholmen nel 2007

Paul Waaktaar-Savoy e Magne Furuholmen collaborano fin dalla tenera età; si conoscono infatti dai tempi della scuola primaria. Nel 1980 pubblicano, insieme a Øystein Jevanord e Viggo Bondi, l'album autoprodotto Fakkeltog, stampato in 1 000 copie, con il nome di Bridges. Morten Harket, che a quel tempo faceva parte dei Soldiers Blue, ha occasione di vedere il gruppo esibirsi dal vivo nella sua scuola e la forza di quella band lo colpisce come un pugno allo stomaco. Alla fine del concerto si reca dalla band nel backstage per conoscerli e complimentarsi con loro. Ma i tempi non sono ancora maturi.
Nel 1981 i Bridges, dopo avere inciso l'album Poem (che non verrà stampato), si sciolgono perché Waaktaar-Savoy e Furuholmen vogliono partire per Londra a cercar fortuna, ma gli altri non condividono gli stessi interessi. I due partono lo stesso, ma hanno bisogno di un cantante: Furuholmen decide di contattare Morten Harket, dopo averne sentito parlare in maniera positiva; questi però è già attivo con i Soldiers Blue, gruppo blues, oltre a essere impegnato negli studi universitari di teologia e rifiuta la proposta. Durante la permanenza a Londra, Waaktaar-Savoy e Furuholmen trascorrono un brutto periodo di sei mesi: patiscono la fame, vivono in un monolocale sporco e fatiscente e Furuholmen lavora in un pub locale per racimolare un po' di soldi per mantenere sé stesso e l'amico, il quale resta invece a casa a scrivere. Fatto ritorno a Oslo, il duo contatta Harket una seconda volta: in quel momento la carriera dei Soldiers Blue era a uno stallo e il loro cantante più che mai desideroso di successo. Una telefonata e Furuholmen convince Harket ad ascoltare qualcosa. Si incontrano a casa di Furuholmen; la prima cosa che Harket sente è il riff alla tastiera di Take on Me (che all'epoca si chiamava The Joyfruit Song e prima ancora 'Lesson One'). È il 14 settembre 1981 e il gruppo, ancora senza nome, si forma.
Il 2 gennaio 1982 sono Morten e Paul che partono alla volta di Londra; Magne resta ancora un po' a Oslo, per trascorrere del tempo con la fidanzata e futura moglie Heidy Reijord. I due si sistemano in un appartamentino, ma hanno bisogno di lavorare per mantenersi. Cercano nel frattempo una casa di produzione. Quella di John Ratcliff fa al caso loro: Magne la vuole a tutti i costi perché ha la macchina di Space Invaders nell'atrio. Ratcliff resta fulminato dalla freschezza del loro sound e dalla voce di Harket. oltreché dalla pulizia, gentilezza ed educazione di questi tre giovani, cosa assolutamente insolita per quell'ambiente. Contatta quindi un suo amico, Terry Slater, già manager di altri artisti. Terry ha la stessa reazione del produttore e li prende sotto la propria ala protettiva. La scelta del nome diventa indifferibile. Sfogliando il quaderno di appunti, musiche e testi di Paul, Morten si imbatte in un pezzo dal titolo A-ha; il brano pare fosse terribile, ma il titolo parve di grande impatto. Scelgono proprio la parola "a-ha" (scritta tutta in minuscolo) quale nome della band, un termine di accezione positiva che non significa niente in particolare.

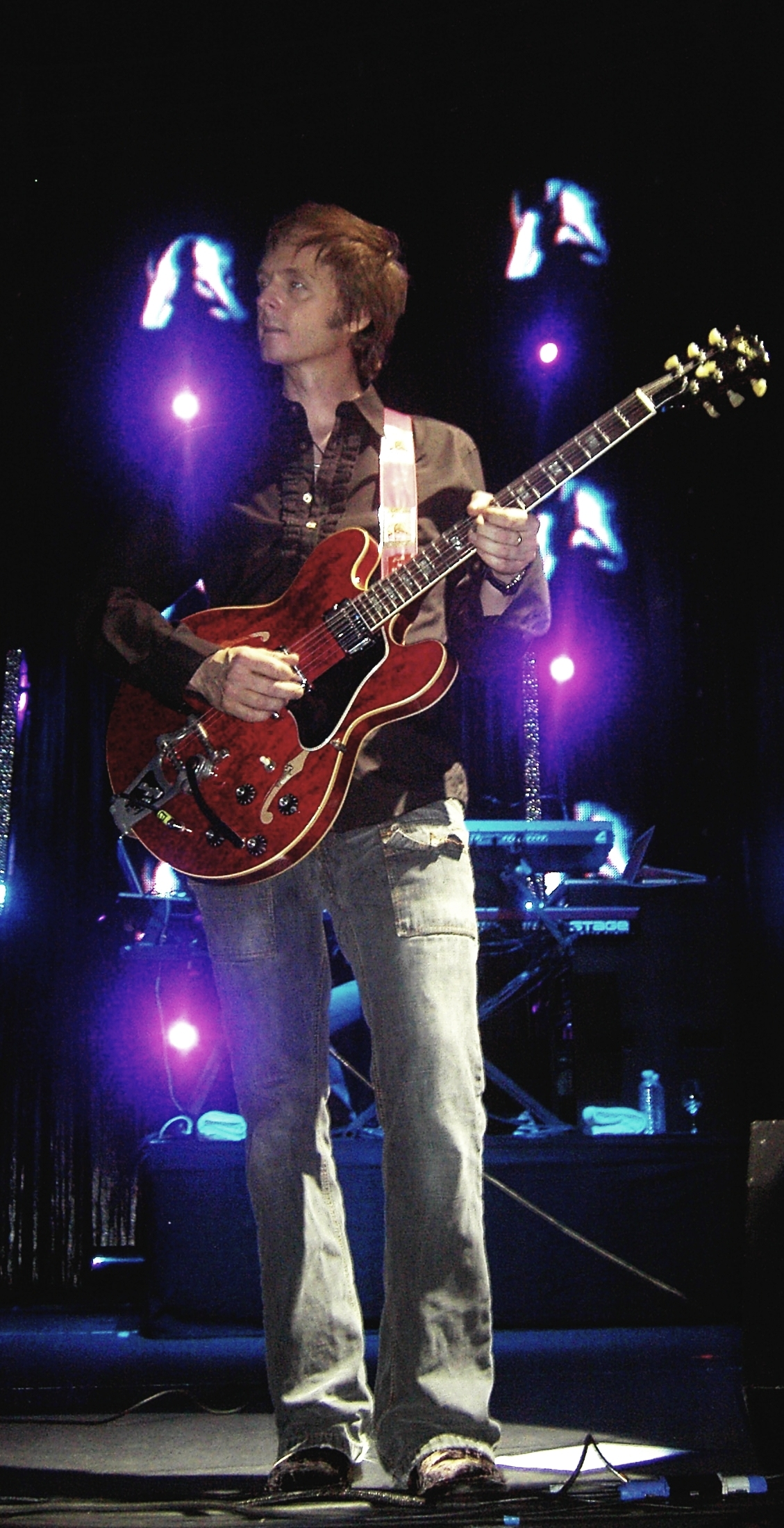
Paul Waaktaar-Savoy nel 2005

Il lavoro si fa frenetico e i tre per meglio operare si stabiliscono in pianta stabile 24 ore al giorno nella sala di registrazione di John Ratcliff. Dirà John che quelli sono stati gli anni più favolosi che lui ricordi, pieni di scintille, aspettative e lavoro alacre. Nel 1984 dopo numerosi tentativi falliti viene pubblicato per la prima volta il singolo Take on Me, che però inizialmente non riscuote successo. Il primo video è girato su un ring con ballerine succintamente vestite ma non viene nemmeno distribuito: un flop. Nel 1985 il brano viene arrangiato diversamente e viene ripubblicato in una nuova versione accompagnata da un video animato, un mix di vero e cartoon, ideato e girato dal regista Steve Barron. Il brano ha successo e garantisce ai componenti del gruppo la fama; arriva ai primissimi posti nelle classifiche di tutto il mondo.

### La prima fase
Nel 1985 esce l'album di debutto Hunting High and Low, che si rivelò un successo commerciale, vendendo oltre undici milioni di copie in tutto il mondo. Per la sua promozione fu intrapresa una tournée mondiale e fu estratto come secondo singolo The Sun Always Shines on TV. Nel 1986 è la volta del secondo album Scoundrel Days, seguito nel 1988 da Stay on These Roads, che viene accompagnato da un altro tour mondiale. Nel frattempo, nel 1987 sono chiamati ad interpretare The Living Daylights, canzone d'apertura del nuovo film di James Bond, 007 - Zona pericolo (tuttora gli unici artisti non anglofoni chiamati al compito, nella storia della saga di 007).
Dopo i primi tre album la band inizia un percorso musicale più denso e maturo, abbracciando sonorità più dark e calde. L'uso del sintetizzatore si affievolisce per iniziare a prediligere sonorità basse e ricercate. Tanto anche a mettere in evidenza la quasi inesplorata capacità vocale di Harket che è capace di scendere in toni bassi con la stessa facilità con cui esegue i famosi acuti di Take on Me. Le previsioni di difficoltà che presagiva il caparbio produttore John Ratcliff, al quale molti sconsigliavano di occuparsi di una band norvegese, si rivelarono fondate. Dopo i primi travolgenti successi, la band si ritrovò a dover fare i conti con l'ostruzionismo di colossi musicali britannici e statunitensi che cercarono in tutti i modi di oscurare la musica della band norvegese, boicottando i loro passaggi nelle emittenti radio, censurando i loro video, nascondendo i loro successi.
Ciò nonostante nel 1991 la band sfonda il tetto del record mondiale per pubblico pagante ad un concerto musicale: nel concerto di Rio De Janeiro la band conquista il Guinnes World Record con 198.000 persone paganti (record rimasto imbattuto fino al 2017, quando sono stati superati da Vasco Rossi) mandando in sold-out il Maracanà Stadium. L'evento viene completamente messo a tacere dai media angloamericani, tanto che la cosa comincerà a diventare di dominio mondiale solo dal 2000 in poi. Questo trattamento sfianca la band tanto che, dopo il quarto album East of the Sun, West of the Moon del 1990, e il quinto del 1993, Memorial Beach, i tre sentono la necessità di lasciarsi per un po' e, pur non trattandosi di uno scioglimento ufficiale, nell'immediato ognuno proseguirà per la propria strada dedicandosi a progetti solisti. Morten Harket incide tre album, Paul Waaktaar-Savoy fonda un nuovo gruppo, i Savoy insieme a sua moglie Lauren Savoy e Magne Furuholmen si dedica alle musiche per film ed alle arti figurative (pittura e scultura).

### La seconda fase

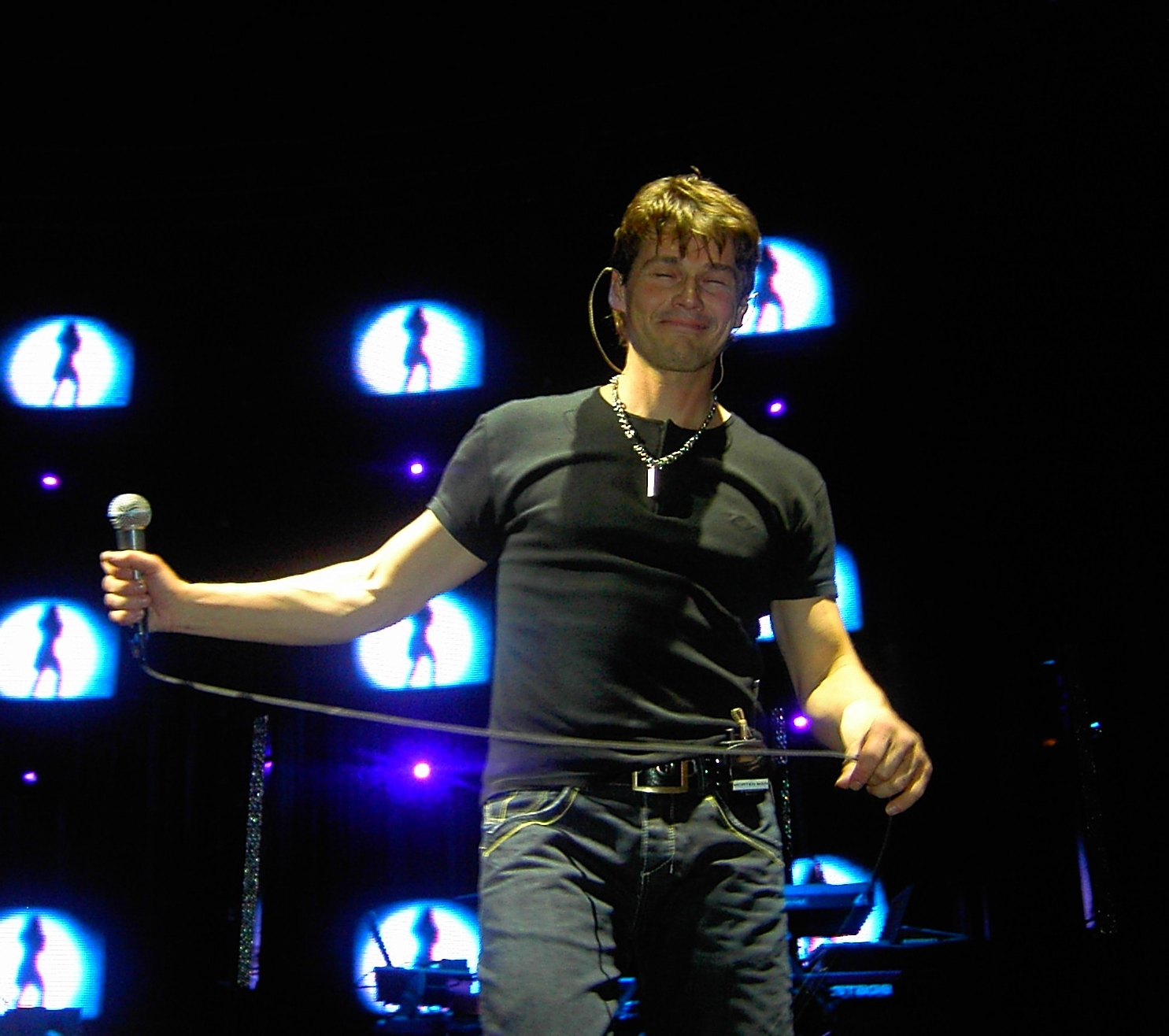
Morten Harket nel 2005

Verso la fine del 1998 gli a-ha si riuniscono in occasione del Premio Nobel per la pace (assegnato a Oslo), durante il quale hanno presentato in anteprima l'inedito Summer Moved On, scritto da Paul. Nel periodo successivo alla manifestazione, tornano in studio e nel 2000 pubblicano l'album Minor Earth Major Sky. Nel 2002 è stata la volta di un altro disco, Lifelines, l'ultimo album sotto la Warner Bros. Records.
Nel 2005 gli a-ha si esibiscono sul palco del live 8 a Berlino, in Germania, stipulano un contratto con la Polydor e pubblicano l'album Analogue, che li riporta in cima alla Official Albums Chart britannica dalle quali mancavano da diverso tempo, poiché i tre precedenti album non erano stati distribuiti nel Regno Unito. Nel 2006 ricevono il Q Inspiration Award, premio conferito dalla rivista musicale Q ad un artista/band per il contributo dato alla musica e per l'essere stato di particolare ispirazione per altri artisti. Tra maggio e giugno 2009 viene pubblicato Foot of the Mountain, album che segna il ritorno alle sonorità che avevano caratterizzato le prime pubblicazioni del gruppo: sonorità fredde, voci alte, uso del sintetizzatore, melodie melanconiche e testi struggenti. In meno di un anno, durante il 2010, la band ha incassato oltre 500 milioni di corone norvegesi dai biglietti per il Farewell Tour, confermandosi fra le 40 più ricche al mondo.
Il 15 ottobre 2009, attraverso il loro sito web, la band annuncia lo scioglimento dopo un ultimo concerto del 4 dicembre 2010 a Oslo, che chiude l'Ending on a High Note Tour; questo ha visto la partecipazione di fan da oltre quaranta paesi differenti da tutti i continenti. Si ricongiungono il 21 agosto 2011, quando gli a-ha cantano a Oslo in memoria delle vittime degli attentati del precedente 22 luglio.

### La terza fase
Il 21 marzo 2015, attraverso il suo sito ufficiale, la band ha annunciato la decisione di tornare insieme con la pubblicazione di un nuovo album, Cast in Steel, e il successivo tour mondiale. In precedenza, era stata resa nota la partecipazione al trentesimo anniversario del festival Rock in Rio (27 settembre 2015). Il 24 settembre a Buenos Aires, invece, parte il Cast in Steel Tour, che in alcune date vede la partecipazione di alcune conoscenze della band, come Tini Flaat (vincitrice della versione norvegese di The Voice, in cui Magne è stato il suo mentore) ed Anneli Drecker (voce del gruppo norvegese Bel Canto e corista all'interno del Minor Earth Major Tour degli stessi a-ha). Il 3 maggio gli a-ha hanno tenuto un concerto particolare all'Oslo Spektrum, intitolato a-ha Afterglow, in cui sono state adoperate particolari tecnologie, piuttosto avanzate, per permettere ai fan di vivere un'esperienza più coinvolgente di quella offerta da un normale concerto.
Nel 2016 viene pubblicato un nuovo greatest hits dal titolo Time and again: the ultimate a-ha.
Nel Giugno del 2017 gli a-ha si esibiscono in due concerti acustici per MTV Unplugged. Segue in autunno la pubblicazione di un cofanetto dal titolo MTV Unplugged Summer Solstice. I concerti in modalità acustica verranno ripetuti anche nel 2018 durante il successivo tour europeo. Mentre l'estate dello stesso anno gli a-ha proseguono i concerti tornando alla musica elettronica con il tour Electric Summer.
Nell'autunno del 2019 gli a-ha intraprendono un nuovo tour dal titolo Hunting High and Low Live. Si tratta di tour celebrativo per i 35 anni dell'album d'esordio. La scaletta dei concerti prevede infatti una prima parte durante la quale l'album Hunting High and Low viene eseguito per intero seguendo la stessa sequenza della track list originale. Nel 2020 gli a-ha sono costretti a sospendere il tour a causa della pandemia da SARS-CoV-2 e posticipare i restanti concerti in programma al 2022.
Il 17 febbraio 2020 la band raggiunge un altro traguardo sfondando il tetto del miliardo di visualizzazioni su YouTube con Take on Me, il pezzo cult con cui iniziò la loro carriera; unica band del secolo scorso insieme a Guns N' Roses (November Rain), Queen (Bohemian Rhapsody - dopo i successi del film) e Nirvana (Smells Like Teen Spirit).
Nel 2022 il gruppo pubblica due singoli, I'm In e You Have What It Takes, che anticipano la pubblicazione dell'undicesimo album in studio True North, pubblicato nell'ottobre dello stesso anno in cui sono presenti sonorità orchestrali e tornando, poi, di nuovo in tour; il tour però ha subìto battuta di arresto per causa della pandemia Covid per poi riprendere con successo e concludersi nel 2023.

## Formazione
- Morten Harket – voce (1982-2010; 2015-presente)
- Paul Waaktaar-Savoy – chitarra, basso, voce (1982-2010; 2015-presente)
- Magne Furuholmen – tastiere, talvolta chitarra, voce (1982-2010; 2015-presente)

## Discografia

### Album in studio
- 1985 – Hunting High and Low
- 1986 – Scoundrel Days
- 1988 – Stay on These Roads
- 1990 – East of the Sun, West of the Moon
- 1993 – Memorial Beach
- 2000 – Minor Earth Major Sky
- 2002 – Lifelines
- 2005 – Analogue
- 2009 – Foot of the Mountain
- 2015 – Cast in Steel
- 2022 – True North

### Album dal vivo
- 2002 – Live at Vallhall - Homecoming Grimstad Benefit Concert
- 2003 – How Can I Sleep with Your Voice in My Head
- 2011 – Ending on a High Note - The Final Concert
- 2017 – MTV Unplugged Summer Solstice

### Raccolte
- 1991 – Headlines and Deadlines - The Hits of a-ha
- 2004 – The Singles 1984-2004
- 2010 – 25
- 2016 – Time and Again: The Ultimate a-ha

### Singoli
- 1985 – Take on Me
- 1985 – Love Is Reason
- 1985 – The Sun Always Shines on TV
- 1986 – Train of Thought
- 1986 – Hunting High and Low
- 1986 – I've Been Losing You
- 1986 – Cry Wolf
- 1986 – Maybe Maybe
- 1987 – Manhattan Skyline
- 1987 – The Living Daylights
- 1988 – Stay on These Roads
- 1988 – The Blood That Moves the Body
- 1988 – There's Never a Forever Thing
- 1988 – Touchy!
- 1988 – You Are the One
- 1990 – Crying in the Rain
- 1990 – I Call Your Name
- 1991 – Early Morning
- 1991 – Waiting for Her
- 1991 – Move to Memphis
- 1993 – Dark Is the Night for All
- 1993 – Angel
- 1993 – Lie Down in Darkness
- 1994 – Shapes That Go Together
- 2000 – Summer Moved On
- 2000 – Minor Earth Major Sky
- 2000 – Velvet
- 2002 – Forever Not Yours
- 2002 – Lifelines
- 2002 – Did Anyone Approach You?
- 2003 – The Sun Always Shines on TV (live)
- 2005 – Celice
- 2005 – Analogue (All I Want)
- 2005 – Cosy Prisons
- 2009 – Foot of the Mountain
- 2009 – Nothing Is Keeping You Here
- 2009 – Shadowside
- 2010 – Butterfly, Butterfly (The Last Hurrah)
- 2011 – Summer Moved On (live)
- 2015 – Under The Makeup
- 2016 – Cast In Steel (Steve Osbourne Mix)
- 2016 – Objects in the Mirror (Steve Osbourne Mix)
- 2022 – I'm In
- 2022 – You Have What It Takes

## Videografia
- 1991 – Headlines and Deadlines - The Hits of a-ha
- 1993 – Live in South America
- 2001 – Live at Vallhall - Homecoming Grimstad Benefit Concert
- 2010 – 25
- 2011 – Ending on a High Note - The Final Concert
- 2017 – MTV Unplugged Summer Solstice
- 2021 – A-ha: The Movie
- 2021 – True North